# قلعه هاتایا

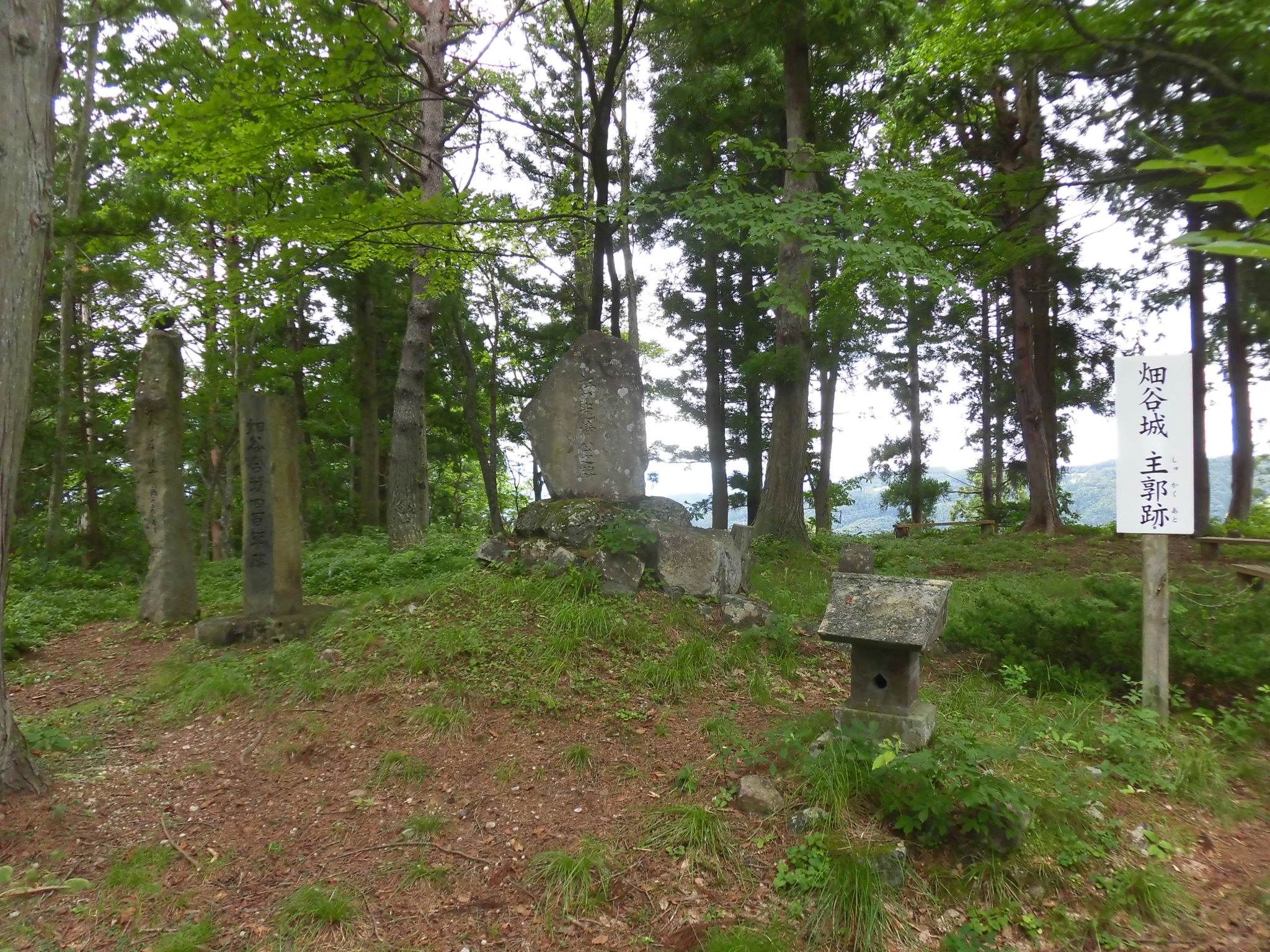
سایت قلعه هاتایا

قلعه هاتایا ((به ژاپنی: 畑谷城, Hataya-jō))، یک قلعه ژاپنی بود که در ولایت دوا، ژاپن ساخته شد. این قلعه در شهر یامانوبه، یاماگاتا در ناحیه شهرستان هیگاشی‌مورایاما، یاماگاتا، استان یاماگاتا واقع شده‌است. این مکان محل محاصره هاتایا در سال ۱۶۰۰ بود که طی آن پادگان قلعه متشکل از ۳۰۰ نفر به رهبری اگوچی گوهی توسط یک نیروی ۲۰۰۰۰ نفری به رهبری ملازم ارشد خاندان اوئه‌سوگی، نائوئه کانه‌تسوگو محاصره شد. پادگان پس از یک محاصره کوتاه شکست خوردند.
خندق‌های خشک قلعه هاتایا به محض دریافت خبر هجوم ارتش خاندان اوئه‌سوگی حفر شد و همه آنها عمیق است و خندق سه‌گانه در غرب در ژاپن کمیاب است.